# Death Valley Days
Death Valley Days es el nombre de una serie antológica del western estadounidense. La serie presenta relatos reales del Viejo Oeste estadounidense, en particular de la región del Valle de la Muerte en el sureste de California. La serie fue creada en 1930 por Ruth Woodman. El programa se transmitió por radio hasta 1945. De 1952 a 1970, se convirtió en una serie de televisión sindicada, con repeticiones (actualizadas con nuevas narraciones) que continuaron hasta el 1 de agosto de 1975.Las versiones de radio y televisión se combinaron para hacer del programa uno de los programas occidentales de más larga duración en la historia de la radiodifusión".
La serie fue patrocinada por la Pacific Coast Borax Company, creadores de 20 Mule Team Borax, y presentada por el actor Stanley Andrews (de 1952-1964), Ronald Reagan (de 1964 a 1966), Robert Taylor (1966-1969) y luego Dale Robertson (1969-1970).Presentar la serie fue el último trabajo de Reagan como actor; quien dejó la serie en 1966 para postularse para gobernador de California.

## Sinopsis
Death Valley Days es una de las primeras series antológicas que aparecieron en televisión, presentando diferentes personajes e historias en cada episodio.Las historias estaban basadas en hechos reales, todas dentro de las leyendas y tradiciones del Valle de la Muerte de California. El estilo variaba según el episodio, algunos presentaban drama mientras que otros comedia. La mayoría eran historias de interés humano sobre mineros y colonos del Valle de la Muerte, donde se extraía bórax. 
Los anuncios publicitarios de los productos más conocidos de la empresa patrocinadora, 20 Mule Team Borax, un aditivo para ropa, Borateem, un detergente para ropa, y Boraxo, un jabón de manos en polvo, eran realizados con frecuencia por el presentador del programa.
A medida que la serie continuó al aire, los episodios comenzaron a centrarse en varias regiones del Oeste americano, no solo en la región del Valle de la Muerte. La mayoría de los episodios retrataron acontecimientos de finales del siglo XIX, el apogeo del "Viejo Oeste". Algunas, sin embargo, se ambientan en épocas mucho anteriores, especialmente la era colonial española, y unas pocas cuentan historias del comienzo del siglo XX en la región. : 80–82 

## Elenco

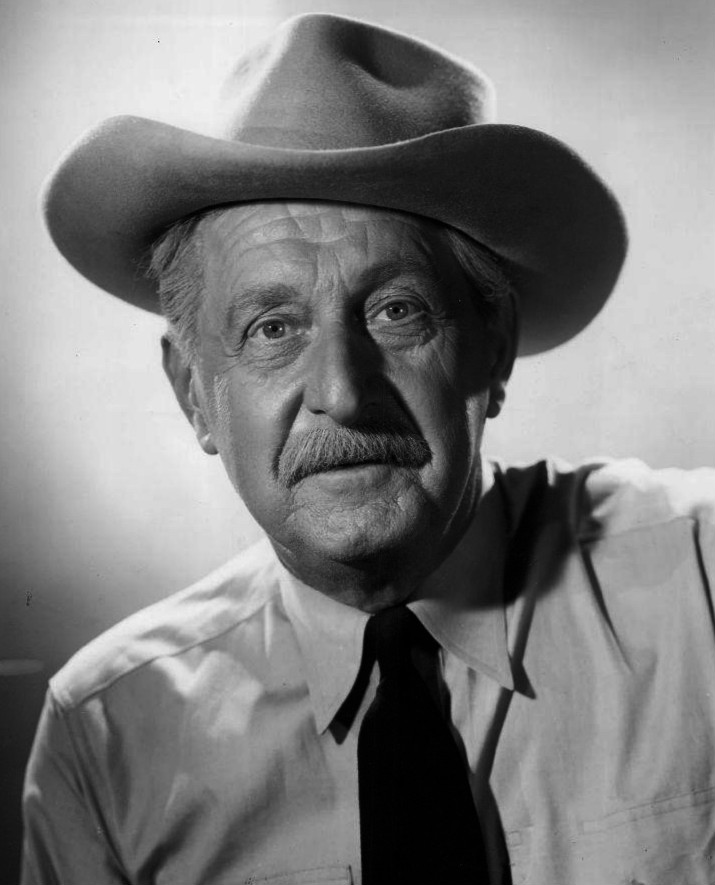
Stanley Andrews en su rol de "El Viejo Ranger", primer presentador de Death Valley Days

Cada uno de los 452 episodios de televisión de la serie fue presentado por un presentador. El personaje que más tiempo estuvo en este papel fue "The Old Ranger", interpretado por el veterano actor Stanley Andrews entre 1952 y 1964.
Tras la partida de Andrews, todos los presentadores posteriores aparecieron bajo sus propios nombres, empezando por Ronald Reagan, el ex presentador para General Electric Theater de CBS. Reagan apareció en 21 episodios de Death Valley Days, incluido el segmento de 1965 "A City Is Born" en el que interpretó al desarrollador minero Charles Poston, el "Padre de Arizona".
Cuando Reagan dejó la serie para postularse como gobernador de California, fue sucedido por Robert Taylor. Al igual que Reagan, Taylor apareció como personaje en algunos programas, incluido "El día que todos los matrimonios fueron cancelados" (1966), también basado en la carrera de Charles Poston. Interpretó a Horace Bell en otro episodio de 1967, "Major Horace Bell".  Ese mismo año, en el episodio "Shanghai Kelly's Birthday Party", Taylor interpretó a James Kelly de San Francisco. Después de interpretar a Porter Stockton en otro episodio de 1967 "Halo for a Badman",Taylor interpretaría a Texas John Slaughter, un papel más asociado con Tom Tryon, en el episodio de 1968 "A Short Cut through Tombstone". 
Taylor enfermó gravemente en 1969, y después de 69 episodios fue sucedido por Dale Robertson, ex estrella de otras dos series western, incluyendo Tales of Wells Fargo y Iron Horse. Robertson trabajó como presentador y actor ocasional durante 23 episodios hasta que cesó la producción de nuevos episodios en 1970. En 1975, el programa regresó brevemente en reposiciones, con la cantante Merle Haggard narrando algunos episodios previamente producidos.
La portavoz comercial del programa fue Rosemary DeCamp.Cuando el programa comenzó en 1952, Dorothy McCann le dio a DeCamp un contrato a largo plazo para que DeCamp y sus hijas aparecieran en los comerciales. También apareció en cuatro episodios.
Si bien la serie siguió el formato tipo antología, con historias y personajes nuevos en cada episodio, la serie utilizó muchos actores secundarios a lo largo de sus 18 años de duración. Algunos (como Don Haggerty, John Pickard, Gregg Barton, Michael Vallon, James Seay, Guy Wilkerson y Roy Engel) aparecieron en múltiples episodios a lo largo de toda la serie.

## Episodios
| Temporada | Episodios | Episodios | Estreno original | Estreno original | Blanco y Negro /Color |
| Temporada | Episodios | Episodios | Primer estreno   | Último estreno   | Blanco y Negro /Color |
| --------- | --------- | --------- | ---------------- | ---------------- | --------------------- |
| 1         | 18        | 18        | 1952             | 1953             | Blanco y Negro        |
| 2         | 18        | 18        | 1953             | 1954             | Blanco y Negro        |
| 3         | 18        | 18        | 1954             | 1955             | Blanco y Negro        |
| 4         | 21        | 21        | 1955             | 1956             | Blanco y Negro        |
| 5         | 17        | 17        | 1956             | 1957             | Blanco y Negro        |
| 6         | 25        | 25        | 1957             | 1958             | Blanco y Negro        |
| 7         | 33        | 33        | 1958             | 1959             | Blanco y Negro        |
| 8         | 38        | 38        | 1959             | 1960             | Blanco y Negro        |
| 9         | 30        | 30        | 1960             | 1961             | Blanco y Negro        |
| 10        | 26        | 26        | 1961             | 1962             | Blanco y Negro        |
| 11        | 26        | 26        | 1962             | 1963             | 23 B&W, 3 Color       |
| 12        | 26        | 26        | 1963             | 1964             | 16 B&W, 10 Color      |
| 13        | 26        | 26        | 1964             | 1965             | Color                 |
| 14        | 26        | 26        | 1965             | 1966             | Color                 |
| 15        | 26        | 26        | 1966             | 1967             | Color                 |
| 16        | 26        | 26        | 1967             | 1968             | Color                 |
| 17        | 26        | 26        | 1968             | 1969             | Color                 |
| 18        | 26        | 26        | 1969             | 1970             | Color                 |
| Total     | 452       | 452       | 1952             | 1970             | 283 B&W, 169 Color    |

## Antecedentes y producción

### Desarrollo
En 1930, la empresa Pacific Coast Borax Company buscaba formas de comercializar sus productos a base de Bórax. Trabajando con su agencia de publicidad de Nueva York, McCann Erickson, decidieron crear un programa de radio para destacar el Valle de la Muerte, la oscura ubicación de gran parte de las operaciones de extracción de bórax por parte de la empresa. La redactora de McCann, Ruth Woodman, que tenía experiencia en redacción de textos para radio, fue seleccionada para escribir el programa en cuestión. Neoyorquina de larga data, Woodman desconocia de la regiónn del Valle de la Muerte y la historia inicial del descubrimiento del bórax se escribió enteramente a partir de libros teóricos de referencia. Woodman finalmente decidió visitar el Valle de la Muerte y realizó varios viajes allí para investigar material para la historia del programa, que finalmente se convirtió en un éxito radial.
En 1945, el programa de radio fue dejado a un lado en favor de otro material. Después de casi ocho años, el programa fue desarrollado nuevamente para la televisión mientras que al mismo tiempo la Pacific Coast Borax Company buscaba desarrollar material para el nuevo plan a parte del programa radial.Originalmente, McCann estaba interesado en espacios publicitarios de un minuto en televisión, pero encontró tan pocos disponibles que el patrocinio completo del programa era más factible. Con más de 750 guiones de 14 años de programas de radio, ya tenían el contenido para adaptar a la televisión.
Durante sus primeros dos años, la serie fue producida por Flying A Productions, propiedad de Gene Autry. En 1954, Dorrell y Stuart McGowan dejaron Flying A para formar McGowan Productions, llevándose consigo Death Valley Days. Filmaster Productions, Inc., que produjo las primeras temporadas de Gunsmoke, Have Gun – Will Travel y Playhouse 90 para CBS Television, se hizo cargo de la producción de la serie en 1959, señalando específicamente que el presidente de la compañía de producción, Robert Stabler, tenía la reputación de producir programas a tiempo y por debajo del presupuesto. La producción estuvo posteriormente a cargo de Madison Productions.

### Guion
Ruth Woodman había investigado y escrito previamente todos los guiones para la emisión radial del nuevo programa. Al ser adaptado para televisión, Woodman continuó escribiendo todos los guiones durante los primeros cinco años de producción, momento en el que se convirtió en la editora de la historia del programa. La serie requería precisión histórica, rompiendo con las tramas estándar del género Western y centrándose en cambio en eventos pioneros reales.

### Casting
En su estilo de antología, el reparto cambiaba con cada episodio. Cuando Filmaster se hizo cargo de la producción en 1959, uno de sus cambios inmediatos fue utilizar actores de renombre de Hollywood.

### Rodaje
Aunque partes de la serie se filmaron en Kanab, Utah  y Apacheland Studio en Arizona,  La serie se filmó principalmente en el Parque nacional del Valle de la Muerte,los segmentos se realizaron en locaciones y se filmaron en horarios cortos de tres días. El rodaje se llevaría a cabo aproximadamente seis veces al año, y mientras estaban en el lugar, el elenco y el equipo se alojarían en el resort Death Valley de Pacific Coast Borax Company, el Furnace Creek Inn and Ranch Resort. Los segmentos de presentación para el corte final se filmaron en dicho estudio.
Bajo la producción de Filmaster, el cronograma de producción era completar dos episodios de media hora por semana, con segmentos de presentación del corte final filmados en Producers Studios en Hollywood.

### Propietarios
Bajo el título Death Valley Days, el programa fue patrocinado por la Pacific Coast Borax Company, que durante la ejecución del programa cambió su nombre a US Borax Company luego de una fusión a nivel nacional. La división de productos de consumo "20-Mule Team Borax" de US Borax fue finalmente adquirida por Dial Corporation, que a partir de 2014, como división del consorcio alemán de productos de consumo Henkel, todavía fabrica y comercializa los productos. Rio Tinto Group absorbió las operaciones mineras de bórax en Estados Unidos en 1968 y ahora es dueño de la serie de televisión.

### Restauración
La compañía Cinelicious de Paul Korver en Hollywood participó en la restauración de la serie de televisión Death Valley Days, restaurando 458 episodios de película de media hora cada una. Cinelicious trabajó con US Borax Film Archives y Rio Tinto Group en la preservación de la serie de televisión. Las películas de 16 mm y 35 mm de Death Valley Days se escanearon con una resolución 4K para su preservación en un Scanity a partir de 2013.

## Estreno

### Transmisión
A partir de 1952, la serie comenzó a utilizar métodos poco convencionales. En primer lugar, el programa se distribuyó en los mercados locales en lugar de lanzarse a nivel nacional. En segundo lugar, emitían nuevos programas cada dos semanas, en lugar de semanalmente. En aquella época, el enfoque convencional era exactamente opuesto: un lanzamiento nacional según una programación semanal para conseguir una audiencia constante. Sin embargo, McCann-Erickson consideró que la popularidad previa del programa de radio superaría esos obstáculos, una teoría que se demostró en su primera temporada con altos índices de audiencia de Nielsen. 
McCann logró el éxito comercializando el programa directamente a las estaciones locales, comenzando con 64 episodios en la primera temporada y expandiéndose a 73 en la segunda; su única dificultad general fue la existencia de mercados que contaban con una y dos estaciones.

### Retransmisiones
Durante los últimos años de la serie, todavía se estaban realizando algunos episodios nuevos mientras que los episodios más antiguos ya estaban en sindicación. En algunos mercados, incluso podrían emitirse nuevos episodios en competencia con los más antiguos. Para que a los espectadores les resultara más fácil distinguir entre los episodios antiguos y los nuevos, algunos bloques de episodios distribuidos de Death Valley Days se mostraron bajo otros nombres de la serie y con diferentes presentadores. 
Algunos de estos episodios nuevos se repitieron con diferentes patrocinios bajo el título The Pioneers con el presentador Will Rogers, Jr. Se realizaron retransmisiones similares bajo los nombres Call of the West presentado por John Payne, Frontier Adventure presentado por Dale Robertson, Trails West presentado por Ray Milland y Western Star Theatre presentado por Rory Calhoun. Poco hubo que cambiar, salvo el equipo de 20 mulas y el toque de corneta de los episodios originales.
La serie de televisión restaurada continúa siendo retransmitida en canales como Encore Westerns Channel y GRIT. 

### Medios domésticos
¡Shout! Factory (a favor de Element 5 Media LLC y Rio Tinto), ha lanzado las dos primeras temporadas en DVD en la Región 1. Ambas temporadas fueron lanzadas como exclusivas de Walmart. La tercera temporada se lanzó el 21 de marzo de 2017. La decimotercera temporada se lanzó el 31 de julio de 2017, nuevamente como exclusiva de Walmart. Luego, el 3 de octubre de 2017, el título se difundió con un lanzamiento general en las tiendas minoristas.La decimocuarta temporada se estrenó el 2 de enero de 2018.
| Nombre del DVD                      | Episodio n.° | Fecha de lanzamiento |
| ----------------------------------- | ------------ | -------------------- |
| La primera temporada completa       | 18           | 29 de marzo de 2016  |
| La segunda temporada completa       | 18           | 12 de julio de 2016  |
| La tercera temporada completa       | 18           | 21 de marzo de 2017  |
| La decimotercera temporada completa | 26           | 3 de octubre de 2017 |
| La decimocuarta temporada completa  | 26           | 2 de enero de 2018   |

## Recepción
A partir de la primera temporada de la serie de televisión, McCann-Erickson notó que vieron un aumento en las ventas de los productos de 20 Mule Team Borax. También notaron un aumento en el número de visitantes al Furnace Creek Inn, un resort en el Valle de la Muerte propiedad del patrocinador de la serie, Pacific Coast Borax.

### Premios y nominaciones
| Año  | Premio                                 | Categoría                                        | Premiado                                                              | Resultado   |
| ---- | -------------------------------------- | ------------------------------------------------ | --------------------------------------------------------------------- | ----------- |
| 1953 | Premios Billboard de cine y televisión | Mejor programa de cine para televisión del Oeste | Días en el Valle de la Muerte                                         | Ganador     |
| 1953 | Freedoms Foundation                    |                                                  | Ruth Woodman (del episodio "La tierra de la libertad")                | Ganador: 49 |
| 1955 | Premios Emmy                           | Mejor serie Western o de aventuras               | Death Valley Days                                                     | Nominado    |
| 1961 | Premios Western Heritage               | Mejor programa de televisión factual             | Ruth Woodman y Nat Perrin (del episodio "The Great Lounsberry Scoop") | Ganador: 49 |